# Нінбо
Нінбо (також Нінгбо, кит. 宁波, пін. Níng-bō)— портове місто субпровінційного рівня у Китайській Народній Республіці з населенням 5 527 000 осіб (за даними 2005 року). ВВП на душу населення становить 39 045 юаней (2004).

## Географія
Розташоване на північному сході провінції Чжецзян. Довжина берегової лінії 1562 км.

### Клімат
Місто знаходиться у зоні, котра характеризується вологим субтропічним кліматом. Найтепліший місяць — липень із середньою температурою 28.3 °C (83 °F). Найхолодніший місяць — січень, із середньою температурою 5.6 °С (42 °F).
| Клімат Нінбо            | Клімат Нінбо | Клімат Нінбо | Клімат Нінбо | Клімат Нінбо | Клімат Нінбо | Клімат Нінбо | Клімат Нінбо | Клімат Нінбо | Клімат Нінбо | Клімат Нінбо | Клімат Нінбо | Клімат Нінбо | Клімат Нінбо |
| Показник                | Січ.         | Лют.         | Бер.         | Квіт.        | Трав.        | Черв.        | Лип.         | Серп.        | Вер.         | Жовт.        | Лист.        | Груд.        | Рік          |
| Абсолютний максимум, °C | 28           | 28           | 33           | 34           | 35           | 37           | 40           | 37           | 37           | 33           | 32           | 28           | 40           |
| Середній максимум, °C   | 8            | 8            | 12           | 18           | 23           | 26           | 31           | 30           | 26           | 22           | 16           | 11           | 20           |
| Середня температура, °C | 5            | 6            | 10           | 16           | 20           | 24           | 28           | 28           | 23           | 19           | 13           | 7            | 17           |
| Середній мінімум, °C    | 2            | 3            | 7            | 12           | 17           | 21           | 25           | 25           | 21           | 16           | 10           | 4            | 13           |
| Абсолютний мінімум, °C  | −6           | −6           | −2           | −2           | 7            | 12           | 15           | 18           | 12           | 2            | −2           | −7           | −7           |
| Днів з опадами          | 14           | 14           | 18           | 16           | 17           | 17           | 14           | 15           | 15           | 13           | 10           | 9            | 172          |
| Днів з дощем            | 12           | 13           | 18           | 16           | 17           | 17           | 14           | 15           | 15           | 13           | 10           | 9            | 169          |
| Днів зі снігом          | 3            | 2            | 0            | 0            | 0            | 0            | 0            | 0            | 0            | 0            | 0            | 1            | 6            |
| ----------------------- | ------------ | ------------ | ------------ | ------------ | ------------ | ------------ | ------------ | ------------ | ------------ | ------------ | ------------ | ------------ | ------------ |
| Джерело: Weatherbase    |              |              |              |              |              |              |              |              |              |              |              |              |              |

## Адміністративний поділ
Міський округ поділяється на 6 міських районів, 2 міста та 2 повіти:
| Карта                                                                          | Карта    | Карта    | Карта            |
| ------------------------------------------------------------------------------ | -------- | -------- | ---------------- |
| Юйяо Цисі Хайшу ① ② Фенхуа Їньчжоу Бейлунь Нінхай Сяншань ① Цзянбей ② Чженьхай |          |          |                  |
| Статус                                                                         | Назва    | Оригінал | Населення (2020) |
| Район                                                                          | Бейлунь  | 北仑区   | 829 448          |
| Район                                                                          | Їньчжоу  | 鄞州区   | 1 609 555        |
| Район                                                                          | Фенхуа   | 奉化区   | 577 505          |
| Район                                                                          | Хайшу    | 海曙区   | 1 041 285        |
| Район                                                                          | Цзянбей  | 江北区   | 488 885          |
| Район                                                                          | Чженьхай | 镇海区   | 510 462          |
| Місто                                                                          | Цисі     | 慈溪市   | 1 829 488        |
| Місто                                                                          | Юйяо     | 余姚市   | 1 254 032        |
| Повіт                                                                          | Нінхай   | 宁海县   | 695 958          |
| Повіт                                                                          | Сяншань  | 象山县   | 567 665          |

## Історія

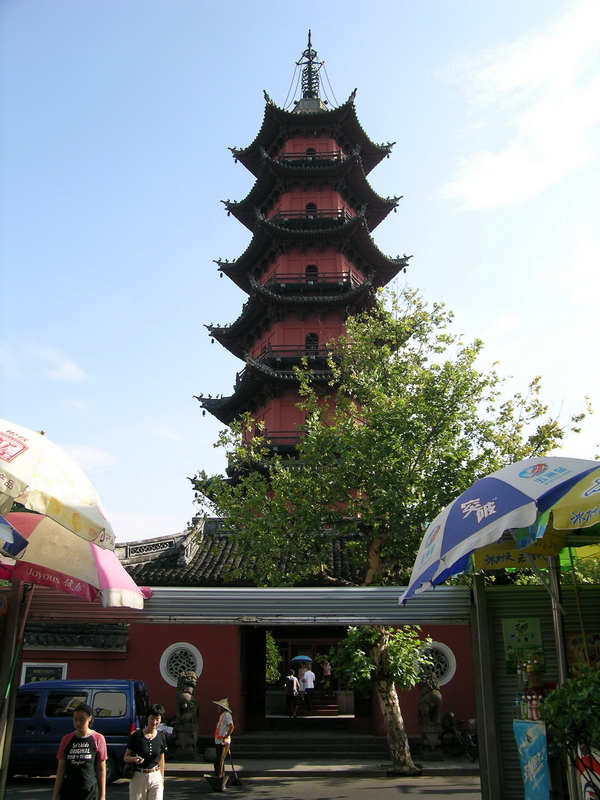
Пагода Тяньфента

Першими європейцями, що побували в Нінбо, були португальці в 1522 році. Нінбо також був одним з 5 «договорних портів», відкритих для торгівлі згідно з Нанкінським договором в 1842 році після закінчення Першої опіумної війни між Цінським Китаєм і Великою Британією. В ході війни британці оволоділи містом незабаром після успішного штурму фортеці Чженьхай в гирлі річки Юн.
В минулому місто славилося виробництвом меблів. З травня 2014 року в місті працює метрополітен.

## Економіка
З початком ринкових реформ в Китаї економіка Нінбо отримала великий поштовх і продовжує бурхливо розвиватися. Багато в чому цьому сприяє близькість до моря і наявність порту Бейлунь. На території міста багато промислових підприємств. Також активно ведеться будівництво торговельних та розважальних центрів, готелів, офісних будівель.

## Культура
- Монастир Ашоки
- Тьянь-І (бібліотека)
- У 1946 році тут народився відомий художник Чень Іфей.

## Міста-побратими
- Японія, Нагаокаке
- Німеччина, Аахен
- США, Вілмінгтон
- Франція, Руан
- Нова Зеландія, Вайтакере
- Бразилія, Сантус
- Угорщина, Везпрем
- ПАР, Нельсон-Мандела
- Болгарія, Варна
- Норвегія, Ставангер
- Польща, Бидгощ